# Gôtovany
Gôtovany – wieś (obec) na Słowacji położona w kraju żylińskim, w powiecie Liptowski Mikułasz. Pierwsze wzmianki o miejscowości pochodzą z roku 1355.
Według danych z dnia 31 grudnia 2010, wieś zamieszkiwało 431 osób, w tym 217 kobiet i 214 mężczyzn.
W 2001 roku rozkład populacji względem narodowości i przynależności etnicznej wyglądał następująco:
- Słowacy – 95,15%
- Czesi – 1,89%
- Ukraińcy – 0,27%
- Węgrzy – 0,27%

## Przypisy

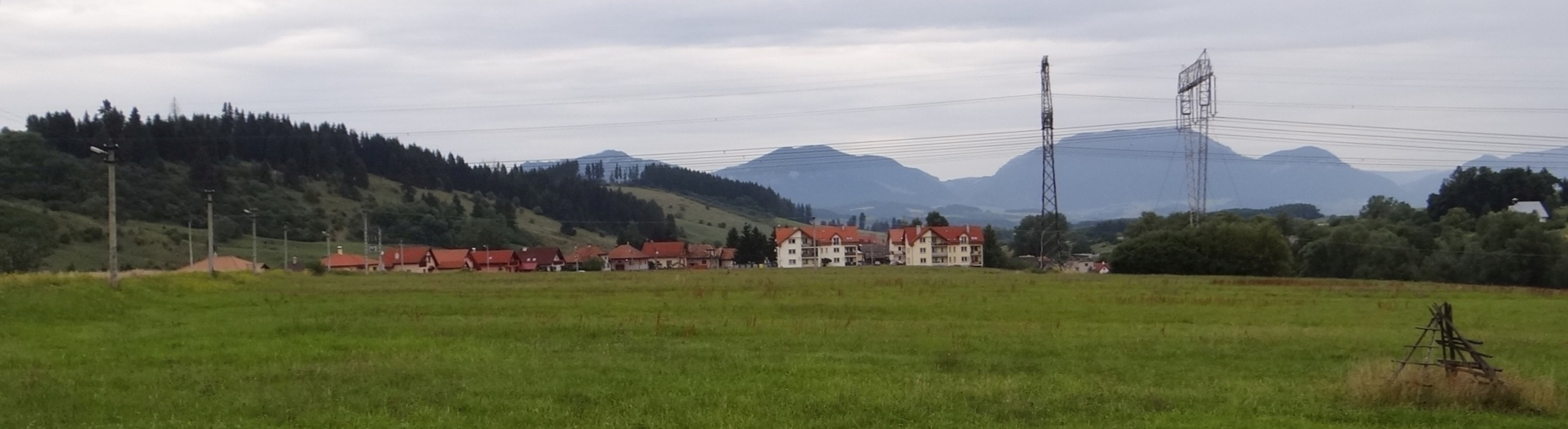
Widok ogólny